# Sofreh Ardi

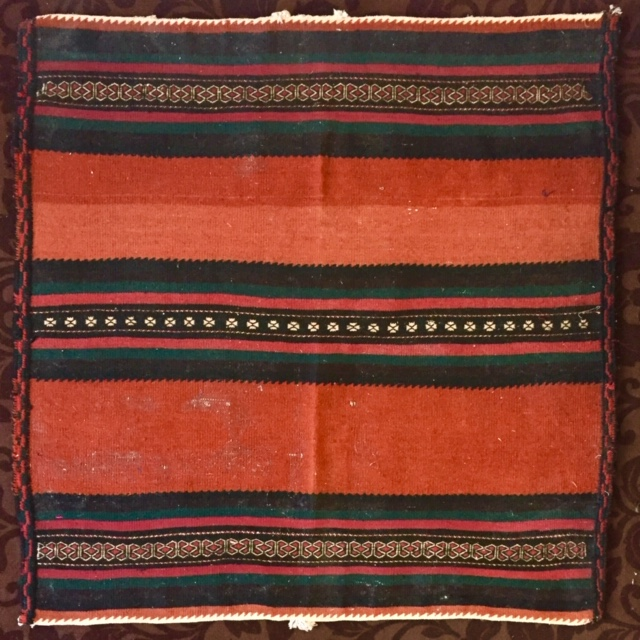
Sofreh Ardi

Der Ardi-Sofreh (von Ardi, ‚Mehl‘, und Sofreh, siehe dazu Haft Sin) oder Brotteig-Sofreh ist ein kleines quadratisches Tuch von etwa 1 bis 2 m² Fläche. Es dient insbesondere den iranischen Nomaden Belutschistans und diversen Dorfbewohnern iranischer Siedlungen als Brottuch. Da frisches Brot begehrt ist, aber nicht täglich frisch hergestellt werden kann, werden Vorräte geschaffen, die für mehrere Tage halten sollen. Als Aufbewahrungsbehältnis verhindert der Ardi-Sofreh das Austrocknen des Brotes. Die Rückseite des gewobenen Ardi-Sofreh ist zusätzlich mit einem feinen Baumwolltuch gefüttert. Dieses mit Teig gefüllte Tuch wird an einer kühlen Stelle im Zelt aufbewahrt. Ardi-Sofreh werden auch als „Nan-pazi Sofreh“ (Nan bedeutet ‚Brot‘, pazi ‚backen‘) bezeichnet.
Sofreh (auch Sophre) ist ein allgemeiner Ausdruck für Flachgewebe (seltener auch anderer Tücher) kleineren Formates, das im Haus oder im Freien als Tischtuch verwendet wird, um Mahlzeiten darauf zu servieren. Die etwas größeren Quadrate ab circa 150 × 150 cm nennt man Roukorsi oder Sofreh rukorsi, was als „Tuch über dem Ofen“ übersetzt werden kann. Die durchschnittliche Größe der Belutsch Sofreh beträgt 60–100 cm in der Breite und 150–250 cm in der Länge.
Besonders lang oder schmal hergestellte Sofreh dienten vornehmlich als Esstücher. Sofreh wurden in verschiedensten Techniken hergestellt. Geknüpfte Partien in der Bordüre können vereinzelt auch im Musterfeld vorkommen.